# Акжар (Казигуртський район)
Акжа́р (каз. Ақжар) — село у складі Казигуртського району Туркестанської області Казахстану. Входить до складу Шанацького сільського округу.
Населення — 1061 особа (2021; 1112 у 2009, 975 у 1999, 959 у 1989).